# Gilberto Tobón Sanín
Gilberto Tobón Sanín (Medellín, 8 de mayo de 1949) es un abogado, profesor y político colombiano.
Encabezó la lista al Senado del partido Fuerza Ciudadana, obteniendo la quinta votación en senado en las Elecciones legislativas de Colombia de 2022.

## Biografía
Nació el 8 de mayo de 1949 en Medellín, en una familia de clase media conformada por Herminia Sanín y Leonardo Tobón. Estudio su bachillerato en el Instituto San Carlos La Salle, donde mostró su interés temprano por las humanidades graduándose en 1966. Es padre de 2 hijos residentes en el exterior, y está casado con Olga Mestre.

### Trayectoria académica
Tobón Sanín es abogado de la Universidad de Antioquia, Magíster en Estudios Políticos de la Universidad Pontificia Bolivariana tiene dos posgrados en Ciencia Política y estudios de doctorado en Filosofía. Ha sido profesor e investigador de la Universidad Nacional de Colombia durante 45 años, Universidad de Medellín, Universidad Católica Luis Amigó, Universidad Autónoma Latinoamericana, y en la UPB. Es experto en temas de Estado, autor de 10 libros y como politólogo ha realizado investigaciones relativas a la corrupción política y la situación crítica del país, lo que ha generado polémica en redes sociales. Sus tesis plantean temas como: «El país está diseñado para robar», «Colombia es un narcoestado, México es un narcoestado, Venezuela es un narcoestado», «El narcotráfico alimenta la economía de Colombia», «Uribe ya sacó el tren de aterrizaje», «Iván Duque es un Robín Hood al revés» entre otras tesis, que han sido objeto de debates en programas de televisión y YouTube, los cuales se han viralizado en Colombia a través de WhatsApp y Facebook.
En la actualidad está jubilado y dicta cátedra en la maestría de Ciencias Políticas de la Universidad Nacional de Colombia.

### Análisis político
En 2015 en el marco del conversatorio: Cátedra Conflicto, Paz y Reconciliación realizado en la Biblioteca Pública Piloto, presentó una tesis sobre la historia política de Colombia en el marco del conflicto armado desde una perspectiva académica, explicó detalles del proceso de paz del Gobierno Santos, empezando por la justicia transicional, la impunidad y futuro del acuerdo. Calificó el acuerdo como «una farsa necesaria» y aseguró que los cabecillas Márquez, El Paisa y Santrich seguirían delinquiendo.
Ha participado de programas de televisión como «Esta es mi opinión ¿Cuál es la suya?» del periodista William Restrepo, en Telemedellín en 2016, y del programa Nos Cogió La Noche del Canal Cosmovisión desde 2017; fue allí donde dio a conocer sus análisis políticos sobre la realidad colombiana. En sus libros, entrevistas y conferencias hace un diagnóstico descarnado y con lenguaje popular y sarcástico la forma cómo la clase política, la sociedad, la corrupción e, incluso el narcotráfico son elementos fundamentales que tienen sumido a Colombia en una crisis.
Su última participación en televisión fue en el programa de televisión La Tele Letal del canal Red+.

### Pensiones privadas
Una de sus críticas más agudas ha sido el debilitamiento de Colpensiones, el fondo público de pensiones en Colombia, para fortalecer los fondos privados por parte del presidente Iván Duque junto con su Ministro de Hacienda, Alberto Carrasquilla. Esto le significó una invitación al senado de la república para debatir acerca del futuro de la entidad.

### Domingo de Plaza en Casa
A raíz de la crisis originada por el COVID-19 y el consecuente abandono del campesinado colombiano, desarrolló la campaña #DomingoDePlazaEnCasa con el apoyo del profesor Luis Carlos Rúa, promoviendo el enlace directo entre campesinos y compradores, evitando así intermediaciones, caracterizando ciudad, productos, precios y contactos.
En la actualidad la campaña se mantiene.

### Operación Manos Limpias
En un video publicado el día 4 de junio de 2020, a manera de conversación con Luis Carlos Rúa, anunció la fundación de un movimiento ciudadano del orden Nacional presidido por Tobón denominado Operación Manos Limpias, pensado para promover y ejercer el control ciudadano de lo público, mientras leía una carta.

## Controversias
En agosto de 2022, tres jóvenes del Movimiento de Salvación Nacional, expresaron sus contradicciones hacia el Gobierno de Gustavo Petro, generando comentarios diversos. Entre ellos, Daniel Samper Ospina, y Gilberto Tobón. Tobón, se burló a través de sus redes sociales del aspecto físico de uno de los jóvenes al parecer como una manera de defender su punto de vista a favor del Presidente. Según varios medios el joven objeto de la crítica a su físico entró en estado de depresión.

## Obra
- La lucha de clases y los partidos en Colombia, 1979
- La reforma agraria y el desarrollo capitalista: anotaciones al caso colombiano, 1980
- Carácter ideológico de la filosofía del derecho, 1984
- Filosofía del derecho penal: análisis crítico de la teoría finalista en el derecho penal, 1998
- Reforma agraria y desarrollo capitalista en Colombia.[20][20][21]
- Estado, política y economía en Colombia, 2001.[22]
- La racionalidad política
- Estado, derecho y política en la postmodernidad y la crisis, 2001[23][24][25]
- La reestructuración del Estado Colombiano.[26]
- Marx y el problema de la política.[27]
- Estado, aparato jurisdiccional y constitución: dos ensayos, 2001
- Filosofía del derecho: una crítica marxista al marxismo, 2002
- El uso alternativo del derecho y las teorías críticas del derecho 2002[28]
- Estado, Política y Economía en Colombia, el capitalismo Burocrático y Gasteril[29]